# Brueelia amsel
Brueelia amsel är en insektsart som först beskrevs av Eichler 1951.  Brueelia amsel ingår i släktet draklöss, och familjen fjäderlöss. Inga underarter finns listade i Catalogue of Life.